# Deus no islamismo
Na teologia islâmica, Deus (em árabe: اللهⓘ, transl. Allāh, AFI: [ʔalˤːɑːh]) é o onipotente e onisciente criador, mantenedor, responsável e juiz do universo. O Islã coloca uma pesada ênfase na conceitualização de Deus como estritamente singular (tawhid). Deus é único (wahid) e inerentemente Um (ahad), misericordioso e onipotente.
A criação e manutenção da ordem no universo é vista como um ato de misericórdia primordial pela qual todas as criaturas de Deus cantam-lhe glórias e são testemunhas da sua unidade e domínio. Pelos ensinamentos islâmicos, Deus existe sem um lugar. De acordo com o Alcorão, "Nenhuma visão pode compreendê-lo, mas sua compreensão está além de toda a visão. Deus está acima de compreensão, mas é inteirado com todas as coisas."
Deus responde aos necessitados ou desafortunados quando eles chamam. Acima de tudo, Deus guia a humanidade para o caminho correto, "o caminho sagrado."
De acordo com a tradição islâmica, há 99 nomes para Deus (al-asma al-husna, "os melhores nomes"), cada um dos quais evoca um atributo distinto de Deus. Todos estes nomes referem-se a Alá, o nome divino supremo e que tudo compreende. Entre os 99 nomes de Deus, os mais famosos e mais frequentemente utilizados são "O Compassivo" (al-rahman) e "O Misericordioso" (al-rahim).
O islã ensina que Deus, como mencionado no Alcorão, é o único Deus e o mesmo venerado por membros de outras religiões abraâmicas como o cristianismo e o judaísmo.

## Unicidade de Deus
A unicidade de Deus (ou Tawhid) é a crença e afirmação de que Deus é um e único. O Alcorão assegura a existência de uma única e absoluta verdade que transcende o mundo; um único e indivisível ser que é independente de toda a criação. Segundo o Alcorão:
"Disse: Ele é Deus, o Um e Único; Deus, o Eterno, Absoluto; Ele não gerou e nem foi gerado; E não há nenhum como ele."
Seu Deus é autosuficiente, cheio de misericórdia: se fosse a vontade de Deus, ele poderia destruí-lo, e no seu lugar apontar quem Deus deseja como seus sucessores, até mesmo como Deus lhe ergueu da posterioridade de outras pessoas."
Segundo Vincent J. Cornell, o Alcorão também provê uma imagem monista de Deus ao descrever a realidade como um todo unificado, com Deus sendo um conceito singular que descreveria ou atribuiria todas as coisas existentes: "Deus é o Primeiro e o Último, o Externo e o Interno; Deus é o Conhecedor de todas as coisas Alguns muçulmanos têm, contudo, vigorosamente criticado interpretações que levariam a um entendimento monista de Deus, pois eles o veem como algo que ofusca a distinção entre o criador e a criatura, conceito que é incompatível com o monoteísmo islâmico.
A indivisibilidade de Deus implica a indivisibilidade da soberania deste, que por sua vez leva à concepção do universo como justo e coerente ao invés de um caos moral e existencialista (como no politeísmo). Similarmente, o alcorão rejeita os modos binários de pensamento, tais como a ideia da dualidade de Deus, ao argumentar que ambos bem e mal são gerados pela força criativa de Deus e que as forças malignas não têm poder para criar nada. Deus no Islã é um Deus universal ao invés de local, tribal ou paroquial; um absoluto que integra todos os valores e não tolera mal algum.
O Tawhid constitui o artigo principal da revelação muçulmana. Atribuir o caractere divino, venerar, uma entidade criada é o único pecado imperdoável mencionado no Alcorão. Muçulmanos acreditam que todo o ensinamento Islâmico repousa sobre o princípio do Tawhid

## Nomes de Deus
O alcorão refere-se aos atributos de Deus como "os nomes mais belos" De acordo com Gerhard Böwering, "Eles são tradicionalmente enumerados até o 99 pois a este número é adicionado aquele que é considerado o nome mais importante (al-ism al-a'zam), o nome supremo de Deus, Alá. A fonte mais reconhecida para a listagem de nomes divinos na literatura do alcorão é a passagem 17:110, "Chame-o de Alá (o Deus), ou chame-o de Ar-Rahman (O Gracioso); como quiser que o chame, a ele pertencem os mais belos nomes" e também 59:22-24, que inclui um grupo de mais de doze epítetos divinos. Os nomes mais comumente utilizados para Deus no Islã são:
- O Mais Alto (al-Ala)
- O Mais Glorioso (al-Aziz)
- O Eterno Piedoso(al-Ghaffar)
- O Eterno Provedor (ar-Razzaq)
- O Eternamente Vivo (al-Hayy)
- O Altosubsistente pelo qual todos Subsistem (al-Qayyum)
- O Senhor e Cuidador dos Mundos (Rabb al-Alameen)
- A Soberana Verdade (al-Haqq)
- O Eterno Senhor (al-Baqi)
- O Sustentador (al-Muqsith)
- A Fonte da Paz (As-Salaam)

A teologia islâmica faz uma distinção entre os atributos de Deus e a essência divina.
Ademais, é um dos princípios fundamentais no Islã que Deus existe sem um lugar e não há similaridades para suas criações. Portanto, Deus não é um corpo e não há nada como ele. No Alcorão é dito o que significa "Nada é como ele de maneira alguma" Alá não é limitado a dimensões.

## Omnisciência de Deus
O alcorão descreve Deus como sendo consciente de tudo que ocorre no universo, incluindo pensamentos e sentimentos particulares, e assegura que ninguém pode esconder nada de Deus:
Em qualquer negócio que você esteja, e qualquer trecho que você esteja declamando do Alcorão - e qualquer feito que você esteja realizando -, Nós somos testemunhas disto quando estais profundamente interessado neste lugar. Nem é escondido de seu Senhor o peso de um átomo na terra ou no céu. E nem a menor ou a maior destas coisas deixa de estar relatada em um registro nítido.

## Comparações teológicas
A teologia islâmica identifica Deus como descrito pelo Alcorão como o mesmo Deus de Israel que convencionou com Abraão. Francis Edwards Peters diz que o Alcorão figura Alá como tanto mais poderoso quanto mais remoto que o Deus da Bíblia Hebraica.
O Islã e o Judaísmo similarmente rejeitam a santíssima trindade, ensinando ao invés que Deus é uma entidade singular ao lado da qual ninguém mais pode ser adorado. Contudo, a identificação de Deus tanto no Islã quanto no Cristianismo com o Deus de Abraão leva a uma quantidade limitada de reconhecimento mútuo entre as religiões abraamicas.